# Arkansas (canción estatal)
"Arkansas", escrita por Eva Ware Barnett en 1916, es una de las canciones oficiales del estado de Arkansas, Estados Unidos. Se adoptó por primera vez como canción estatal a principios del siglo XX, pero se eliminó en 1949 debido a una disputa de derechos de autor. Después de que el estado resolvió la disputa comprando todos los derechos de autor, la canción fue restaurada como canción estatal en 1963.
En 1987, la Asamblea General elevó la canción a "himno estatal" para designar "Arkansas (You Run Deep In Me)" y "Oh, Arkansas", ambas escritas para el 150.° aniversario del estado en 1986, como canciones estatales; también designó a "The Arkansas Traveler", la canción estatal de 1949 a 1963, como "canción histórica estatal".
Otra ley de 1987 requiere que el Secretario de Estado responda a todas las solicitudes de copias de la "canción estatal" con esta canción. Sin embargo, esto se hizo sólo para preservar el estatus histórico de esta canción; las cuatro canciones están protegidas por derechos de autor del propio estado o son de dominio público. Hoy, el Secretario de Estado publica las letras de las cuatro canciones en su sitio web.

## Letra

### Eninglés:[1]
I am thinking tonight of the Southland,

Of the home of my childhood days,

Where I roamed through the woods and the meadows,

By the mill and the brook that plays;

Where the roses are in bloom,

And the sweet magnolia too,

Where the jasmine is white

And the violets are blue,

There a welcome awaits all her children

Who have wandered afar from home.

Coro:

Arkansas, Arkansas, tis a name dear,

'Tis the place I call "home, sweet home";

Arkansas, Arkansas, I salute thee,

From thy shelter no more I'll roam.

'Tis a land full of joy and of sunshine,

Rich in pearls and in diamonds rare,

Full of hope, faith and love for the stranger,

Who may pass 'neath her portals fair;

There the rice fields are full,

And the cotton, corn and hay,

There the fruits of the field,

Bloom in winter months and May,

'Tis the land that I love, first of all, dear,

And to her let us all give cheer.

### Enespañol:
Esta noche pienso en las Tierras del Sur,

en el hogar de mi infancia,

donde vagaba por bosques y prados,

Junto al molino y el arroyo que brota;

donde florecen las rosas,

y también la dulce magnolia,

Donde el jazmín es blanco

y las violetas son azules,

allí una bienvenida espera a todos sus hijos.

Que se han alejado de casa.

Coro:

Arkansas, Arkansas, tu nombre, querido,

es el lugar que llamo "hogar, dulce hogar";

Arkansas, Arkansas, te saludo,

no me alejaré más de tu refugio.

Es una tierra llena de alegría y sol,

rica en perlas y diamantes excepcionales,

llena de esperanza, fe y amor por el extranjero,

que pueda pasar por sus hermosos portales;

Allí los arrozales están llenos,

y el algodón, el maíz y el heno,

allí los frutos del campo,

florecen en los meses de invierno y mayo,

Es la tierra que amo, primero que todo, querida,

Y a ella todos debemos brindarle alegría.